# Almikowate
Almikowate, almiki, myszoryjki (Solenodontidae) – rodzina ssaków owadożernych z rzędu owadożerów (Eulipotyphla). Są to nocne ssaki o wydłużonym pysku, przypominającym ryjek ryjówki. Występowały kiedyś na całym obszarze Ameryki Północnej. Obecnie almik haitański (Solenodon paradoxus) żyje jedynie na wyspie Haiti, zajmując tereny od suchych nizinnych lasów do wysokich sosnowych lasów a almik kubański (Solenodon cubanus) na wyspie Kuba. Almiki wielkością i pokrojem zbliżone są do szczura. Odżywiają się bezkręgowcami wykopywanymi z ziemi. Ślina obu gatunków zawiera jad.

## Charakterystyka
Almiki przypominają duże ryjówki i są często do nich porównywane. Mają wydłużony, elastyczny pysk, co umożliwia zwierzęciu badanie wąskich szczelin, gdzie może się ukrywać potencjalna zdobycz. Charakterystyczne są również: długi, nagi, łuszczący się ogon, bezwłose stopy i małe oczy. Kubański solenodon jest mniejszy niż jego hispaniolański odpowiednik. Myszoryjki mają od 28 do 32 cm od nosa do zadu, ważą od 0,7 do 1,0 kg. Almik wielki jest czarno-brązowy na szyi i plecach, podczas gdy almik haitański jest ciemnobrązowy z żółtawym odcieniem na pysku. Almikowate są znane z piżmowego, koziego zapachu.
Almiki mają kilka niezwykłych cech, z których jedną jest pozycja dwóch sutków samicy, prawie na pośladkach zwierzęcia, a drugą jest jadowita ślina. Almikowate należą do garstki jadowitych ssaków. Skamieniałości wskazują, że niektóre inne, obecnie wymarłe już organizmy ssaków, również miały podobny system wydzielania jadu. Wskazuje to, że najbardziej charakterystyczna cecha myszoryjków mogła być pradawną cechą ssaków, która została utracona w większości współczesnych przedstawicieli i zachowała się tylko u niektórych gatunków. Solenodon był często nazywany „żywą skamieliną”, ponieważ w przybliżeniu pozostawał niezmieniony przez ostatnie 76 milionów lat.

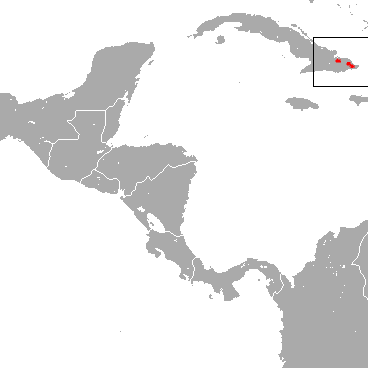
występowanie almika kubańskiego

Ślina almikowatych wypływa ze zmodyfikowanych gruczołów ślinowych w żuchwie, poprzez rowki z dolnych siekaczy. Nazwa „solenodon” pochodzi od greckiego „zęba rowkowego”. Mieszkańcy zachodnich Indii od dawna wiedzą o jadowitym charakterze ukąszenia alimkowatych. Badania naukowe nad naturą śliny ssaków wykazały, że jest bardzo podobny do neurotoksycznego jadu niektórych węży. Solenodony wytwarzają jad w powiększonych gruczołach pod-pachowych i tylko wstrzykują go poprzez ich dolny zestaw zębów. Objawy ich ugryzienia to między innymi: depresja ogólna, trudności w oddychaniu, paraliż i drgawki; wystarczająco duże dawki spowodowały śmierć w badaniach laboratoryjnych na myszach.
Ich dieta składa się głównie z owadów, dżdżownic i innych bezkręgowców, ale także nawet niektóre żywe kręgowce, takie jak małe gady czy płazy. Wiadomo też, że żywią się owocami, korzeniami i warzywami. Piją podczas kąpieli. Dane te zostały zebrane podczas obserwacji almikowatych znajdujących się w niewoli.
Solenodony mają stosunkowo niespecjalistyczne uzębienie: 3.1.3.3/3.1.3.3.

## Rozmnażanie
Samice almikowatych rodzą w norach od jednego do dwóch młodych, jeśli pojawi się następne potomstwo, stanie się niedożywione i umrze. Okres karmienia może trwać do siedemdziesięciu pięciu dni. Młode pozostają z matką przez kilka miesięcy i początkowo podążają za nią, zawieszając się na jej wydłużonych strzykach. Po osiągnięciu dojrzałości myszoryjki są samotnymi zwierzętami i rzadko wchodzą w interakcje, z wyjątkiem rozmnażania. Współczynnik reprodukcyjny solenodonów jest stosunkowo niski (produkują tylko dwa mioty rocznie). Samce nie pomogą w opiece nad młodymi.

## Zachowanie

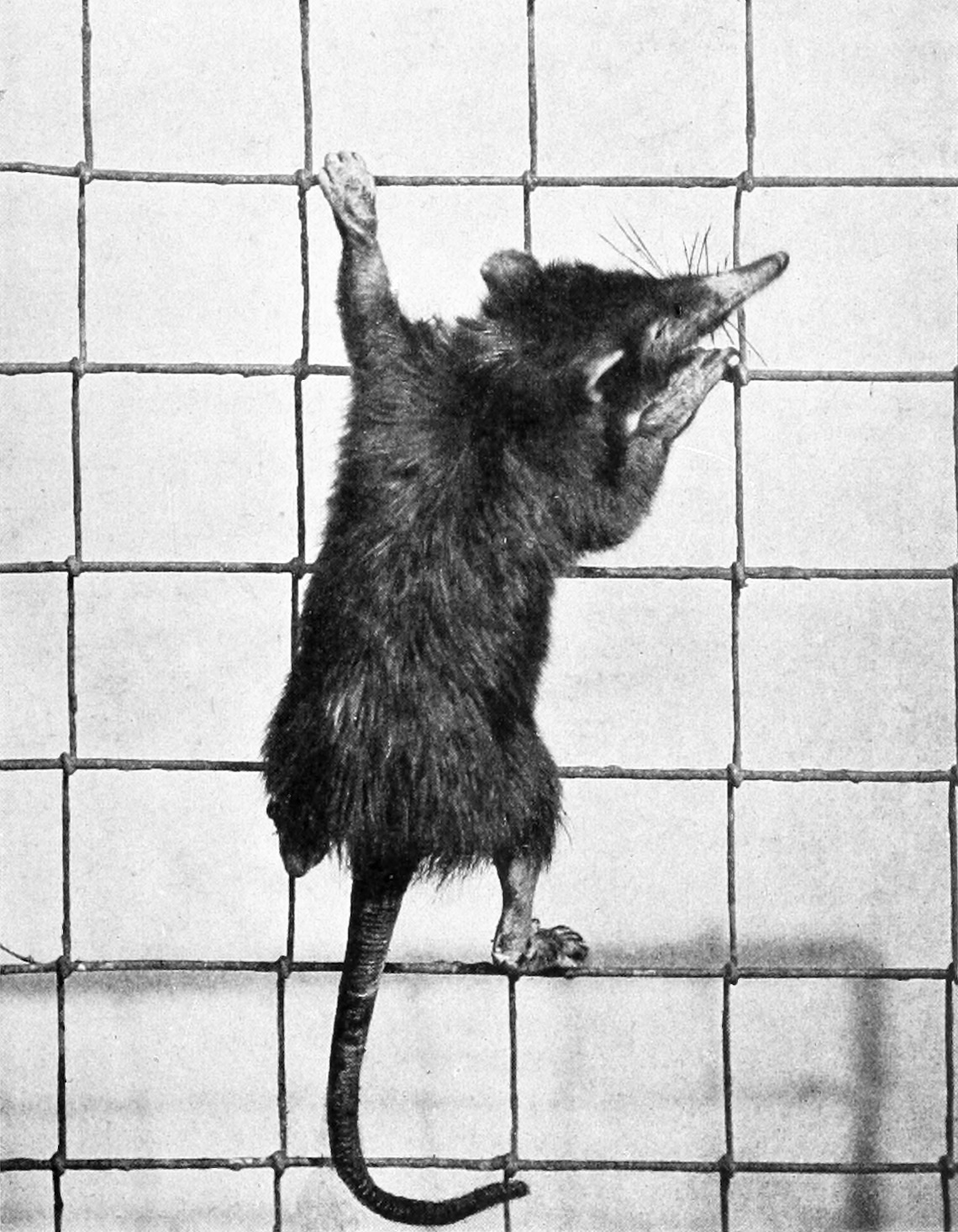
Przedstawiciel Solenodon cubanus w niewoli

Almikowate budują swoje domy w krzaczastych obszarach leśnych. W ciągu dnia szukają schronienia w jaskiniach, norach lub pustych kłodach. Łatwo je sprowokować. Mówi się, że almiki wydają dźwięki podobne do świni lub ptaka, gdy czują się zagrożone. Jeśli chodzi o drapieżnictwo, używają one serii odgłosów, które wytwarzają fale dźwiękowe odbijające się od obiektów na swojej drodze. Ta forma echolokacji jest głównym sposobem nawigacji, a także znajdowania źródła pożywienia, ponieważ mają wyjątkowo małe oczy i słabo widzą. Dobrze rozwinięty zmysł słuchu w połączeniu z ponadprzeciętnym węchem pomaga przetrwać solenodonowi pomimo braku rozwiniętego zmysłu wzroku.

## Podział systematyczny
Do rodziny należą następujące rodzaje:
- Atopogale Cabrera, 1925 – jedynym przedstawicielem jest Atopogale cubana (Peters, 1861) – almik kubański
- Solenodon Brandt, 1833 – almik

## Status
Oba zachowane gatunki są zagrożone z powodu drapieżnictwa małej azjatyckiej mangusty (Herpestes javanicus auropunctatus), która została wprowadzona w czasach kolonialnych do polowania na węże i szczury, a także dzikich kotów i psów. Uważano, że almik kubański wyginął, do czasu znalezienia żywego okazu w 2003 r. Almik hispaniolski (Solenodon marcanoi) był kiedyś uważany za wymarłego, prawdopodobnie ze względu na jego skryte i nieuchwytne zachowanie. Ostatnie badania dowiodły, że gatunek ten jest szeroko rozpowszechniony na wyspie Hispaniola, ale nie toleruje degradacji siedlisk. Działalność ludzka miała niekorzystny wpływ na populację Almikowatych. Rozwój człowieka na Kubie i Hispanioli spowodował fragmentację i utratę siedlisk, przyczyniając się do zmniejszenia zasięgu i liczby osobników.
Kiedy naukowcy szukają almikowatych w świetle dziennym zwracają uwagę na następujące ślady ich obecności:
- Dziury, które stworzenia robią w ziemi swoimi długimi nosami, szukając owadów, które mogą upolować i zjeść. Po stosunkowo długim czasie będą pokryte liśćmi, ale świeża dziura będzie pokryta wilgotną ziemią.
- Zadrapania w pniach, które zostały wykonane za pomocą długich pazurów.
- silny, piżmowy, kozi zapach wydostający się z nory.

Zbieranie nowych informacji na temat almikowatych jest znaczące, ponieważ niewiele wiadomo na temat obecnej ekologii, zachowania, stanu populacji i genetyki, a bez tej wiedzy naukowcom trudno jest zaprojektować skuteczną ochronę. Przetrwanie myszoryjków jest niepewne, o ochronie mówi się w ramach projektu "Last Survivors Project", który współpracuje z rządem dominikańskim. W 2009 r. sfinansowano pięcioletni plan, który został wprowadzony w celu przeprowadzenia badań terenowych, odkrycia najlepszych sposobów ochrony oraz zorganizowania narzędzi monitorowania w celu zapewnienia ich długotrwałego przetrwania.